# Estação LaSalle
A Estação LaSalle é uma das estações do Metrô de Montreal, situada em Montreal, entre a Estação De L'Église e a Estação Charlevoix. Faz parte da Linha Verde.
Foi inaugurada em 03 de setembro de 1978. Localiza-se na Avenida Caisse. Atende o distrito de Verdun.

## Origem do nome
O nome da estação homenageia o explorador Robert Cavelier de La Salle (1643–1687), que foi o fundador da cidade de Lachine .

## Ruas próximas
- Rue Rushbrooke
- Avenue Caisse
- Boulevard LaSalle

## Pontos de interesse
- Centre d'accueil Réal-Morel
- École Secondaire Mgr-Richard
- École Notre-Dame-de-la-Paix
- Champlain Bridge
- Maison Saint-Gabriel
- Île des Soeurs